# Борисов, Иван Антонович
Иван Антонович Борисов (1719—1786) — русский вице-адмирал, генерал-контролёр флота.
В 1741 году зачислен в Сухопутный кадетский корпус. В 1743 году переведён в Морской кадетский корпус. 26 марта 1746 года произведён в мичманы. 13 ноября 1751 года произведён в унтер-лейтенанты. Командуя пинком «Новая Двинка» перешёл из Кронштадта в Архангельск с зимовкой в Норвегии. 15 марта 1754 года произведён в корабельные секретари. Командуя тем же пинком перешёл в 1754 году из Архангельска в Кронштадт. В 1755—1756 годах состоял при С.-Петербургской береговой команде. 21 января 1758 года произведён в лейтенанты со старшинством с 18 марта 1756 года. В 1759 году произведён в капитан-лейтенанты. В 1760 году командовал пинком снаряжавшимся для плавания в Испанию. В должности адъютанта при вице-адмирале А. И. Полянском участвовал в 1761 году в осаде Кольберга. 10 апреля 1762 года произведён в капитаны 2-го ранга. 26 мая 1763 года командирован в Англию для изучения морской практики. 20 апреля 1764 года произведён в капитаны 1-го ранга. 9 июня 1765 года возвратился из Англии в Россию. В 1766—1768 годах состоял при С.-Петербургской береговой команде.
Командуя 66-пуш. кораблём «Св. Иенуарий» совершил переход из Кронштадта в Средиземное море, где участвовал во взятии крепости Наварин, Хиосском и Чесменском сражениях и блокаде Дарданелл. 30 апреля 1772 года произведён в капитаны бригадирского ранга. В 1773 году состоял презусом военного суда при Аузском порте. В декабре 1774 года командуя отрядом из 4-х фрегатов перешёл из Архипелага в Константинополь и обратно. Командуя 66-пуш. кораблём «Европа» перешёл в 1775 году из Средиземного моря в Ревель.
27 октября 1775 года произведён в чин контр-адмирала. 5 января 1776 года назначен к присутствию в Адмиралтейств-коллегии. На время кампании назначен 21 июня 1776 года помощником к вице-адмиралу С. К. Грейгу. 12 февраля 1779 года назначен генерал-контролёром. В 1780—1781 годах командовал эскадрой в Средиземном море. 13 сентября 1781 года назначен заведующим счётной экспедицией Адмиралтейств-коллегии. 28 июня 1782 года произведён в чин вице-адмирала. 24 ноября 1782 года награждён орденом Св. Анны. В кампанию 1784 года командовал практической эскадрой в плавании от Кронштадта до Копенгагена. 4 мая 1786 года уволен в отставку.